# Этюково
Этюково (мар. Этюксола) — упразднённая деревня в Горномарийском районе Республики Марий Эл России. Входила в состав Кузнецовского сельского поселения. В 2024 году включена в состав деревни Наумово.

## География
Деревня находится в юго-западной части республики в зоне хвойно-широколиственных лесов, к востоку от автодороги 88Н-02012, на расстоянии примерно 16 километров (по прямой) к юго-востоку от города Козьмодемьянска, административного центра района. Абсолютная высота — 126 метров над уровнем моря.

### Климат
Климат характеризуется как умеренно континентальный, с умеренно холодной снежной зимой и относительно тёплым летом. Среднегодовая температура воздуха — 3,3 °С. Средняя температура воздуха самого тёплого месяца (июля) — 18,9 °C (абсолютный максимум — 37 °C); самого холодного (января) — −12,4 °C (абсолютный минимум — −44 °C). Продолжительность устойчивых морозов в среднем 127 дней. Среднегодовое количество атмосферных осадков составляет 518 мм, из которых около 358 мм выпадает в период с апреля по октябрь.

## Население
| 2002 | 2010 | 2014 |
| ---- | ---- | ---- |
| 18   | ↘11  | ↗17  |

### Национальный состав
Согласно результатам переписи 2002 года, в национальной структуре населения марийцы составляли 100 %.